# 姚福信
姚福信（1950年9月29日—），中國勞動權益運動人士。初中文化，遼寧省遼陽市人，原遼陽市軌鋼廠工人，为2002年辽阳工人游行事件的领导者之一。

## 經歷
1998年，同其他工人代表一起到北京中央政府上訪，反映遼陽鐵合金廠的腐敗情況。
2002年3月，在遼陽市的和平示威中參與這一活動的6家工廠的5000-6000名工人發表演講。3月17日早上，在離家不到一公裏的地方被便衣警察抓走，姚福信的女兒對《中國勞工通訊》說，家裏人到遼陽市公安局詢問，得到的回答卻是公安沒有抓過人。 
3月19日，與蕭雲良一同被遼陽市中級人民法院以“顛覆國家政權罪”一審判處姚福信有期徒刑七年、剝奪政治權利三年，判處蕭雲良有期徒刑四年、剝奪政治權利兩年。 
2009年3月16日，刑滿釋放。他的女兒姚丹稱，姚福信雖然出現了健康問題，家人多次申請保外就醫，但沒有得到減刑的機會。2002年姚福信在遼陽市看守所拘留期間，受到了當地公安機關的嚴重虐待，導致姚福信的腿落下了抽搐的毛病。警察讓姚福信簽了出獄後剝奪政治權利、不允許他接聽記者電話的協議。他第一份簽了，沒簽第二份。